# Manaquim-de-pescoço-dourado
Manaquim-de-pescoço-dourado ou rendeira-de-pescoço-dourado (Manacus vitellinus) é uma espécie de ave da família Pipridae.
Pode ser encontrada nos seguintes países: Colômbia, Costa Rica e Panamá.
Os seus habitats naturais são: florestas subtropicais ou tropicais húmidas de baixa altitude e florestas secundárias altamente degradadas.